# آتش‌گردان

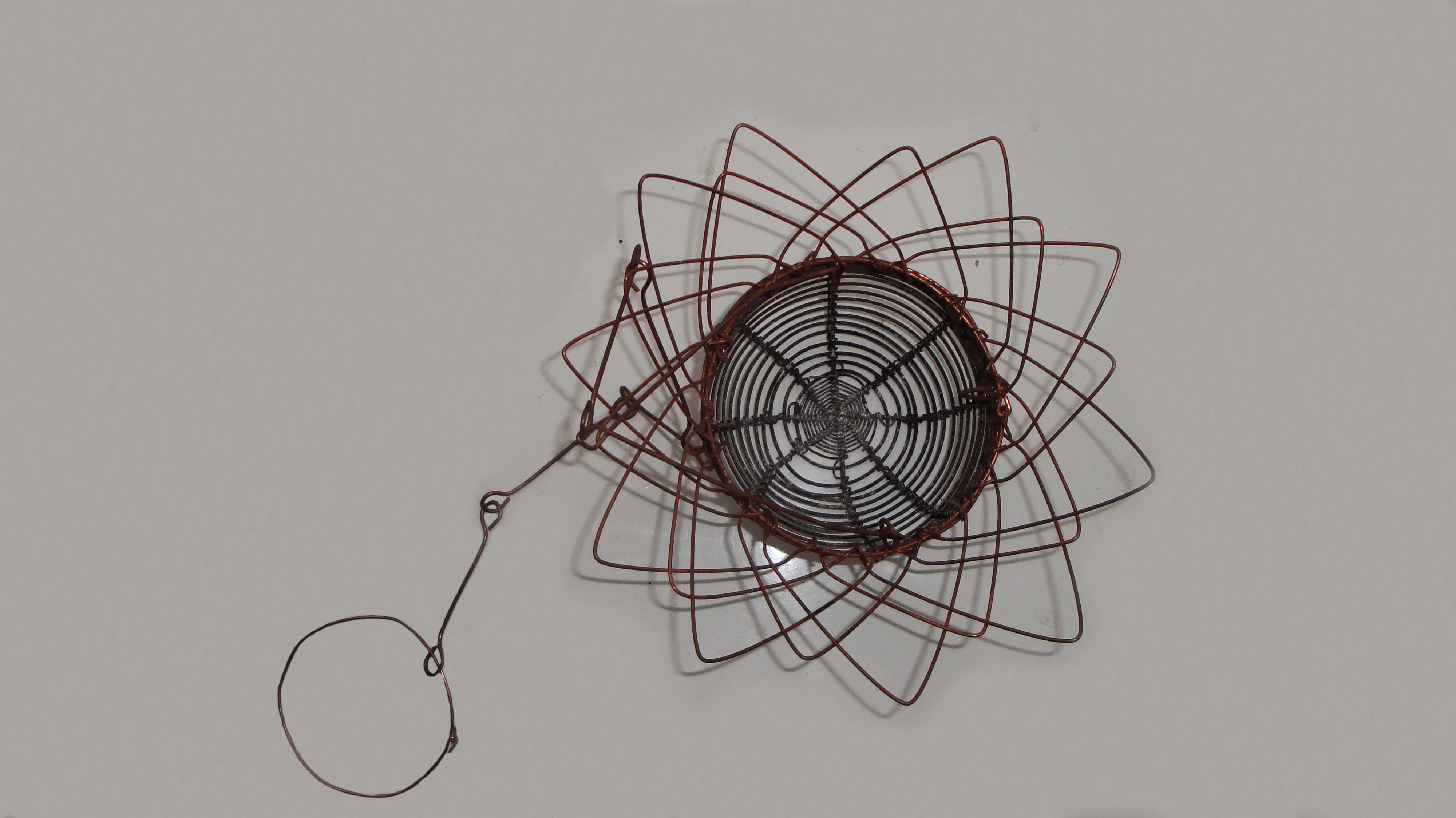
تصویری از یک زغال گردان خالی

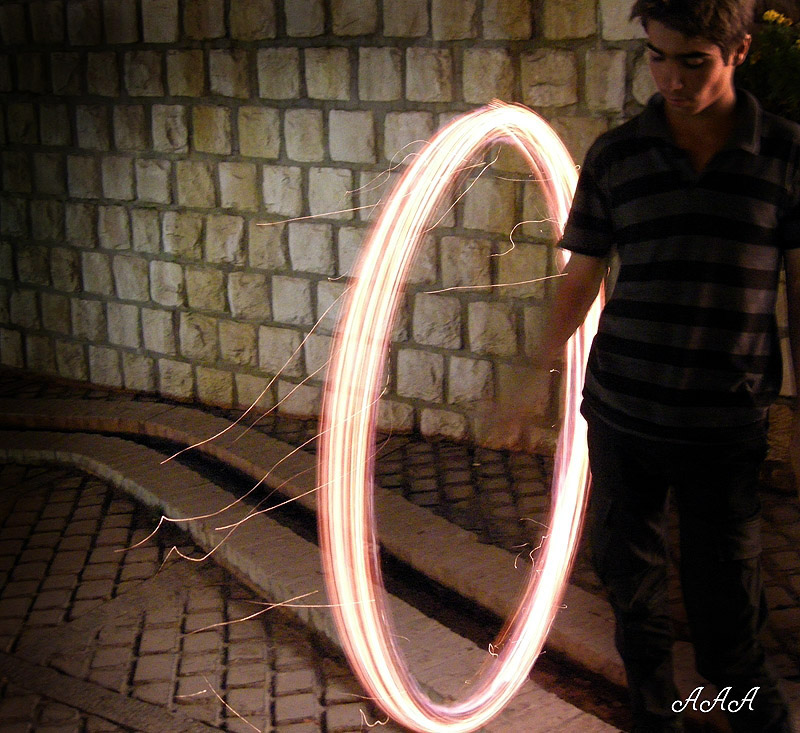
جوانی در حال درست کردن آتش با زغال گردان

آتش گردان، آتش چرخان یا آتش سرخ کن وسیله‌ای است که در آن آتش درست می‌کنند. برای آماده کردن فوری قلیان یا هر مصرف دیگری که به چند قطعه آتش گداخته نیاز است از آتش گردان استفاده می‌شود. آتش گردان یک ظرف متخلخل و کوچک سیمی است که دسته بلند سیمی دارد. زغال را در آن می‌ریزند و پس از افزودن کمی نفت و آتش زدن آن همرا با چرخاندنش موجب رسیدن هوا و اکسیژن فراوان به زغال و گداخته شدن فوری آن می‌شوند.